# Ministerio de Planificación Nacional y Política Económica
El Ministerio de Planificación Nacional y Política Económica de Costa Rica (MIDEPLAN) es el ministerio del gobierno de Costa Rica, y asesor de la Presidencia de la República, encargado de formular, coordinar, dar seguimiento y evaluar las estrategias y prioridades del Gobierno, es decir, define la visión y metas de mediano y largo plazo que inspiran el accionar del Poder Ejecutivo. Su actual titular es Laura Fernández Delgado.

## Historia
La creación de un ministerio encargado de la planificación nacional en Costa Rica se remonta a la Ley n.° 3087 del 31 de enero de 1963, por medio de la cual la Asamblea Legislativa crea la Oficina de Planificación Nacional (OFIPLAN), una oficina directamente dependiente de la Presidencia de la República y encargada de  coordinar la acción planificadora del Estado, la preparación e impulso de políticas y la definición de acciones en procura de una mayor eficiencia en los servicios prestados por la Administración Pública, con el objetivo de orientar el desarrollo nacional. En su condición de ministro de la Presidencia el Ingeniero Mario Quirós Sasso fue el primero en ejercer las atribuciones como Ministro encargado de la Oficina de Planificación Nacional.
La OFIPLAN estaría a cargo de un director de Planificación Nacional, quien sería nombrado y removido libremente por el presidente de la República, y pertenecería al Consejo de Gobierno con voz, pero sin voto.
Posteriormente, mediante la Ley n.° 5525 del 2 de mayo de 1974, la Oficina de Planificación Nacional es transformada en un Ministerio, recibiendo el nombre de Ministerio de Planificación Nacional y Política Económica, ampliándose sus funciones a las de la actualidad y manteniéndose como organismo asesor y de apoyo técnico de la Presidencia.

## Funciones
El Ministerio de Planificación Nacional y Política Económica de Costa Rica tiene, entre algunas de sus funciones, las siguientes:
- Definir una estrategia de desarrollo del país, que incluya metas a mediano y largo plazo.
- Elaborar el Plan Nacional de Desarrollo, el cual debe traducir la estrategia de Gobierno en prioridades, políticas, programas y acciones.
- Coordinar, evaluar y dar seguimiento a esas acciones, programas y políticas.
- Mantener un diagnóstico actualizado y prospectivo de la evolución del desarrollo nacional, como un insumo vital para fortalecer los procesos de toma de decisiones y evaluar el impacto de los programas y acciones de Gobierno.
- Promover una permanente evaluación y renovación de los servicios que presta el Estado (modernización de la administración pública).
- Velar por la aplicación de las prioridades de Gobierno en la asignación del presupuesto, la inversión pública y la cooperación internacional.

## Estructura
El Ministerio de Planificación Nacional y Política Económica de Costa Rica se estructura en los siguientes órganos y dependencias:
- La Dirección de Análisis del Desarrollo.
  - Departamento de Análisis Nacional.
  - Departamento de Análisis Prospectivo.
  - Departamento de Análisis Sectorial.
- La Dirección de Evaluación y Seguimiento.
  - Departamento de Evaluación.
  - Departamento de Seguimiento.
- La Dirección de Planificación Regional.
- La Dirección de Inversiones.
  - Departamento de Inversiones Públicas.
  - Departamento de Preinversión.
- La Dirección de Modernización del Estado.
  - Departamento de Reforma Institucional.
  - Secretaría Técnica del Sistema Nacional de Contralorías de Servicios.
  - Departamento de Estudios Especiales.
- La Dirección de Cooperación Internacional.
  - Departamento de Cooperación Bilateral.
  - Departamento de Cooperación Multilateral.
- La Dirección Administrativa Financiera.
  - Departamento de Servicios Generales,
  - Departamento de Recursos Humanos.
  - Departamento Financiero Contable.
  - Departamento de Proveeduría.

Además cuenta con los siguientes órganos dependientes:
- La Dirección Ejecutora de Proyectos (DEP).